# Nouvelle Vague (Japon)
Pour les articles homonymes, voir Nouvelle vague (homonymie).
 (avril 2008).
Si vous disposez d'ouvrages ou d'articles de référence ou si vous connaissez des sites web de qualité traitant du thème abordé ici, merci de compléter l'article en donnant les références utiles à sa vérifiabilité et en les liant à la section « Notes et références ».
La nouvelle vague japonaise (日本ヌーヴェルヴァーグ, Nihon nūveru vāgu), nūberu bāgu (ヌーベルバーグ), ou encore Shōchiku nūberu bāgu désigne un courant cinématographique japonais contemporain de la nouvelle vague française.

## Histoire et étymologie
Le terme nūveru vāgu ou bāgu est la transcription en alphabet latin de l'expression française nouvelle vague après adaptation au syllabaire japonais. À l'instar du mouvement français, la nouvelle vague japonaise s'étend de la fin des années 1950 au milieu des années 1960. Mais à la différence de sa contrepartie française, la nouvelle vague japonaise ne fédère pas des auteurs autour d'une théorie du cinéma ou d'une revue ; ces réalisateurs ont en commun une lecture analytique, parfois critique, des conventions sociales, une certaine prise de distance à l'égard des mythologies cinématographiques établies (par exemple en ignorant ou en nuançant la superbe des héros telle que magnifiée dans le chanbara ou le yakuza eiga) et s'efforcent généralement de faire ressortir des problématiques plus exogènes, sociales (a contrario des films intimistes de Kenji Mizoguchi, des drames familiaux d'Ozu ou des tensions internes du giri-ninjo).

## Les deuxnouvelles vaguesjaponaises
L'acception occidentale du terme nūberu bāgu (ou l'utilisation de l'expression « nouvelle vague japonaise ») correspond plus ou moins à ce que les Japonais appellent Shōchiku nūberu bāgu, la nouvelle vague des studios Shōchiku (ces studios ont eu un rôle important dans la production des films de ce genre), qu'ils distinguent par exemple de la Rikkyo nūberu bāgu, courant de cinéma plus récent regroupant des auteurs tels que Kiyoshi Kurosawa ou Shinji Aoyama dans une forte unité théorique (en particulier sous l'influence de l'ex-professeur de l'université Rikkyō Shigehiko Hasumi) mais une moindre unité stylistique.

## Principaux réalisateurs
Au sens strict, les principaux représentants du genre Shōchiku nūberu bāgu sont Nagisa Ōshima, Masahiro Shinoda et Yoshishige Yoshida. Par extension, eu égard à leur proximité stylistique, les œuvres réalisées à cette même époque par Yasuzō Masumura, Seijun Suzuki et Shōhei Imamura sont souvent considérées en Occident comme reflétant l'esthétique de la nouvelle vague japonaise. Nuit et brouillard au Japon d'Ōshima, Assassinat de Shinoda et La Femme des sables de Hiroshi Teshigahara sont généralement considérés en Europe comme des films clefs du courant nūberu bāgu.

## Films clés associés à la nouvelle vague Shōchiku

### Années 1950
- 1956 : Les Enfants qui dessinent (絵を描く子供たち, E o kaku kodomotachi?) de Susumu Hani (documentaire)
- 1956 : La Chambre des exécutions ou La Chambre de punition (処刑の部屋, Shokei no heya?) de Kon Ichikawa
- 1956 : Passions juvéniles (狂った果実, Kurutta kajitsu?) de Kō Nakahira
- 1956 : Le Paradis de Suzaki (洲崎パラダイス 赤信号, Suzaki Paradaisu: Akashingō?) de Yūzō Kawashima
- 1957 : Les Baisers (くちづけ, Kuchizuke?) de Yasuzō Masumura
- 1957 : Courant chaud (暖流, Danryū?) de Yasuzō Masumura
- 1957 : Chronique du soleil à la fin de l'ère Edo (幕末太陽伝, Bakumatsu taiyō-den?) de Yūzō Kawashima
- 1958 : Les Géants et les Jouets (巨人と玩具, Kyojin to gangu?) de Yasuzō Masumura
- 1959 : Rendez-vous secret (密会, Mikkai?) de Kō Nakahira
- 1959 : Une ville d'amour et d'espoir (愛と希望の街, Ai to kibō no machi?) de Nagisa Ōshima

### Années 1960
- 1960 : Contes cruels de la jeunesse (青春残酷物語, Seishun zankoku monogatari?) de Nagisa Ōshima
- 1960 : L'Enterrement du soleil (太陽の墓場, Taiyō no hakaba?) de Nagisa Ōshima
- 1960 : Nuit et brouillard au Japon (日本の夜と霧, Nihon no yoru to kiri?) de Nagisa Ōshima
- 1960 : L'Île nue (裸の島, Hadaka no shima?) de Kaneto Shindō
- 1961 : Les Mauvais garçons (不良少年, Furyō shōnen?) de Susumu Hani
- 1961 : Cochons et Cuirassés (豚と軍艦, Buta to gunkan?) de Shōhei Imamura
- 1961 : Le Piège (飼育, Shiiku?) de Nagisa Ōshima
- 1962 : Le Révolté (天草四郎時貞, Amakusa Shiro Tokisada?) de Nagisa Ōshima
- 1962 : Le Traquenard (おとし穴, Otoshiana?) de Hiroshi Teshigahara
- 1963 : Elle et lui (彼女と彼, Kanojo to kare?) de Susumu Hani
- 1963 : La Femme insecte (にっぽん昆虫記, Nippon konchūki?) de Shōhei Imamura
- 1964 : Désir meurtrier (赤い殺意, Akai satsui?) de Shōhei Imamura
- 1964 : Assassinat (暗殺, Ansatsu?) de Masahiro Shinoda
- 1964 : Fleur pâle (乾いた花, Kawaita hana?) de Masahiro Shinoda
- 1964 : La Barrière de chair (肉体の門, Nikutai no mon?) de Seijun Suzuki
- 1964 : La Femme des sables (砂の女, Suna no onna?) de Hiroshi Teshigahara
- 1965 : La Vie d'un tatoué (刺青一代, Irezumi ichidai?) de Seijun Suzuki
- 1965 : La Chanson de Bwana Toshi (ブワナ・トシの歌, Bwana Toshi no uta?) de Susumu Hani
- 1965 : Tristesse et beauté (美しさと哀しみと, Utsukushisa to kanashimi to?) de Masahiro Shinoda
- 1965 : Histoire écrite sur l’eau (水で書かれた物語, Mizu de kakareta monogatari?)  de Yoshishige Yoshida
- 1966 : La Mer de la jeunesse - Quatre étudiants suivant des cours par correspondance (青年の海 四人の通信教育生たち, Seinen no umi?) de Shinsuke Ogawa (documentaire)
- 1966 : La Fiancée des Andes (アンデスの花嫁, Andesu no hananyome?) de Susumu Hani
- 1966 : Le Pornographe (エロ事師たちより 人類学入門, Erogotachi yori jinruigaku nyumon?) de Shōhei Imamura
- 1966 : Violences en plein jour (白昼の通り魔, Hakuchū no tōrima?) de Nagisa Ōshima
- 1966 : Élégie de la violence (けんかえれじい, Kenka erejii?) de Seijun Suzuki
- 1966 : Le Vagabond de Tokyo (東京流れ者, Tōkyō nagaremono?) de Seijun Suzuki
- 1966 : Le Visage d'un autre (他人の顔, Tanin no kao?) de Hiroshi Teshigahara
- 1967 : L'Évaporation de l'homme (人間蒸発, Ningen johatsu?) de Shōhei Imamura
- 1967 : La Forêt de l'oppression - Document sur les luttes dans l'Université d'économie de Takasaki (圧殺の森 高崎経済大学闘争の記録, Assatsu no mori: Takasaki Keizai Daigaku toso no kiroku?) de Shinsuke Ogawa (documentaire)
- 1967 : Carnets secrets des ninjas (忍者武芸帳, Ninja bugeichō?) de Nagisa Ōshima
- 1967 : À propos des chansons paillardes japonaises (日本春歌考, Nihon shunkakō?) de Nagisa Ōshima
- 1967 : La Marque du tueur (殺しの烙印, Koroshi no rakuin?) de Seijun Suzuki
- 1968 : Premier amour, version infernale (初恋・地獄篇, Hatsukoi jigokuhen?) de Susumu Hani
- 1968 : Profonds désirs des dieux (神々の深き欲望, Kamigami no fukaki yokubo?) de Shōhei Imamura
- 1968 : Front de libération du Japon - L'Été à Sanrizuka (日本解放戦線 三里塚の夏, Nihon Kaiho sensen: Sanrizuka no natsu?) de Shinsuke Ogawa (documentaire)
- 1968 : La Pendaison (絞死刑, Kōshikei?) de Nagisa Ōshima
- 1968 : Le Retour des trois soûlards (帰って来たヨッパライ, Kaettekita yopparai?) de Nagisa Ōshima
- 1968 : Le Plan déchiqueté (燃えつきた地図, Moetsukita chizu?) de Hiroshi Teshigahara
- 1968 : Journal d'un voleur de Shinjuku] (新宿泥棒日記, Shinjuku dorobō nikki?) de Nagisa Ōshima
- 1969 : Eros + Massacre (エロス+虐殺, Eros + Gyakusatsu?) de Yoshishige Yoshida
- 1969 : Aido (愛奴?) de Susumu Hani
- 1969 : A.K.A. Serial Killer (略称・連続射殺魔, Ryakusyo / Renzoku syasatsuma?) de Masao Adachi
- 1969 : Les Funérailles des roses (薔薇の葬列, Bara no sōretsu?) de Toshio Matsumoto
- 1969 : Le Petit Garçon (少年, Shōnen?) de Nagisa Ōshima
- 1969 : Double suicide à Amijima (心中天網島, Shinjū: Ten no amijima?) de Masahiro Shinoda
- 1969 : Va, va, vierge pour la deuxième fois (ゆけゆけ二度目の処女, Yuke yuke nidome no shojo?) de Kōji Wakamatsu

### Années 1970
- 1970 : Histoire du Japon racontée par une hôtesse de bar (にっぽん戦後史 マダムおんぼろの生活, Nippon sengoshi - Madamu onboro no seikatsu?) de Shōhei Imamura (documentaires)
- 1970 : Il est mort après la guerre (東京戰争戦後秘話, Tōkyō sensō sengo hiwa?) de Nagisa Ōshima
- 1970 : Les Aventures de Buraikan (無頼漢, Buraikan?) de Masahiro Shinoda
- 1971 : Armée Rouge – Front de Libération Palestinien – Déclaration de guerre mondiale (赤軍派-PFLP 世界戦争宣言, Sekigun-PFLP: Sekai senso sengen?) de Masao Adachi et Kōji Wakamatsu
- 1971 : La Cérémonie (儀式, Gishiki?) de Nagisa Ōshima
- 1971 : L'Empereur Jus de tomate (トマトケッチャップ皇帝, Tomato kecchappu kotei?) de Shūji Terayama
- 1971 : Jetons les livres, sortons dans la rue (書を捨てよ町へ出よう, Sho o suteyo, machi e deyo?) de Shūji Terayama
- 1972 : Summer Soldiers (サマー・ソルジャー, Sama soruja?) de Hiroshi Teshigahara
- 1972 : Une petite sœur pour l’été (夏の妹, Natsu no imōto?) de Nagisa Ōshima
- 1973 : La Brute revient au pays natal (無法松故郷に帰, Muhomatsu koyo ni kaeru?) de Shōhei Imamura (documentaire)
- 1973 : Coup d'État (戒厳令, Kaigen rei?) de Yoshishige Yoshida
- 1974 : Cache-cache pastoral (田園に死す, Den'en ni shisu?) de Shūji Terayama
- 1975 : Karayuki-san, ces dames qui vont au loin (からゆきさん, Karayuki-san?) de Shōhei Imamura (documentaire)
- 1975 : La Porte de la jeunesse (青春の門, Seishun no mon?) de Kirio Urayama
- 1976 : God Speed You! Black Emperor (ゴッド・スピード・ユー! BLACK EMPEROR?) de Mitsuo Yanagimachi (film documentaire)
- 1976 : L'Empire des sens (愛のコリーダ, Ai no korida?) de Nagisa Ōshima

### Années 1980
- 1983 : La Chambre noire (暗室, Anshitsu?) de Kirio Urayama